# Carlos Francisco de Borja y Fernández de Velasco
Carlos Francisco de Borja Centellas y de Velasco (Gandía, 8 de diciembre de 1573-7 de febrero de 1632), noble español que fue VII duque de Gandía, IV marqués de Lombay y VII conde de Oliva.

## Biografía
Nació en el Palacio Ducal de Gandía el 8 de diciembre de 1573 y fue bautizado el 25 de marzo de 1574 en la iglesia colegial de la villa por Juan de Ribera, arzobispo de Valencia, siendo apadrinado por Jerónimo Pallas, ermitaño de San Antonio, y la beata su hermana. Era hijo de Francisco Tomás de Borja y Centellas, VI duque de Gandía, y su esposa Juana de Velasco y de Aragón. Como heredero de la casa ducal, a corta edad se le cedió el título de marqués de Lombay. Fallecido su padre en 1595, se le declaró sucesor en la casa de su padre por auto del gobernador de Valencia del 31 de agosto de ese mismo año, confirmado el 2 de octubre siguiente, y se le dio la correspondiente posesión de sus estados y mayorazgos el 5 de octubre de 1596. Así se convertía, además, en VII duque de Gandía, VII conde de Oliva y señor de los estados de su familia en Valencia y Cerdeña.
En 1598 acompañó en Italia a su madre, al servicio de la archiduquesa Margarita de Austria, y concurrió a los desposorios de esta princesa con el rey Felipe III el 15 de noviembre del mismo año. Luego asistió a la nueva soberana en su viaje a España, hasta su llegada a Valencia el 18 de abril de 1599. Por estos y otros servicios («acatando á lo mucho que ha gastado en la jornada que ha hecho á Italia para acompañar y servir á la Reina nuestra muy cara y muy amada mujer»), el 5 de marzo de 1600 el monarca mandó que se le pagase sin tardanza lo que desde 1503 el Estado adeudaba a la casa de Gandía, de los 750 000 mrs. de renta perpetua sobre la villa y puerto de Requena de Valencia. Poco después, en 1604, contribuyó para que las Cortes de Valencia concediesen el donativo real.
El 13 de junio de 1610 fue nombrado virrey de Cerdeña con 6000 ducados de sueldo anual, cargo que se le prorrogó el 25 de marzo de 1614 y 1617. Como tal, presidió el parlamento de aquél reino en 1614 y asistió al solio en la iglesia mayor de Santa Eulalia de Caller. El 15 de septiembre de 1621 Felipe IV le hizo merced de las villas de Villalonga y Villamarchante, la primera de las cuales había sido señorío de otra rama de la familia Borja. El duque fue mayordomo mayor de la reina Isabel de Francia, primera mujer del monarca.
Falleció el sábado 7 de febrero de 1632, a los 58 años. Al día siguiente se abrió y publicó su testamento, que había otorgado el 21 de julio de 1611 en el Palacio Ducal de Gandía a instancia de su único hijo y heredero. En él mandaba que se le enterrara con hábito franciscano en el panteón de su casa o donde su esposa eligiere, y designó por testamentarios a esta mujer, a su cuñado Juan Doria, a su hermano ilegítimo Francisco de Borja, a su tío el comendador de Adzaneta Pedro de Borja y a su confesor Juan Rodríguez. Se le hicieron solemnes exequias en la iglesia colegial de Gandía y pronunció en ellas su oración fúnebre Jaime Alberto, rector del Colegio de Jesuitas. Fue sepultado en el panteón de su familia en la capilla mayor de aquella iglesia.

## Matrimonio y descendencia
El duque casó el 31 de octubre de 1593, en Madrid, con Artemisa Doria y Carreto, que era hija de Juan Andrea Doria, II príncipe de Melfie, marqués de Torriglia, conde de Lovano, Grande de España, capitán general del Mar Mediterráneo etc., y su esposa la princesa Cenobia Carreto, de la casa de los marqueses del Final. En virtud de las capitulaciones matrimonionales, celebradas en Madrid el 23 de octubre ante el escribano Gaspar Testa, la esposa llevó en dote la cantidad 100 000 ducados y el duque le señaló 10 000 ducados en arras, más 2000 anuales para los gastos de su cámara.
La duquesa hizo testamento en dos ocasiones, el 17 de mayo de 1639 y el 15 de noviembre de 1641. Falleció el 14 de febrero de 1644 en su palacio de Castelló de Rugat y dejó dispuesto que se le enterrase junto a su marido, vestida con el hábito franciscano, en la capilla mayor de la iglesia colegial de Gandía.
El matrimonio solo tuvo un hijo:
- Francisco Diego Pascual de Borja y Centellas Doria y Carreto (9 de marzo de 1596-12 de octubre de 1664), que sucedió como VIII duque de Gandía, V marqués de Lombay, VIII conde de Oliva etc. y casó con su prima Artemisa María Ana Teresa Gertrudis Doria y Colonna.[11]